# Німецько-намібійські відносини
Німецько-намібійські відносини — це двостороння співпраця між Німеччиною та Намібією. Ці відносини мають особливе значення, оскільки Намібія була колонізована та окупована Німецькою імперією в 19 столітті. Сьогодні в Намібії проживає приблизно 30 000 німецьких намібійців. Обидві країни є членами ООН. Культурно обидві країни є частиною германосфери.

## Історія

### Доколоніальні відносини
Перші контакти між двома країнами відбулися тоді, коли німецькі місіонери були найняті Лондонським місіонерським товариством, щоб розпочати роботу в Південній Намібії наприкінці вісімнадцятого та на початку дев’ятнадцятого сторіччя.

### Німецька Південно-Західна Африка та геноцид племен гереро і нама
Під час боротьби за Африку, поки сучасна Намібія була окупована Німеччиною і відома як Німецька Південно-Західна Африка, Сполучене Королівство окупувало Волфіш-Бей і включило портову територію до своїх володінь у Капській колонії. У 1890 році британський уряд передав смугу Капріві німцям. Це дало Німеччині доступ до річки Замбезі та інших східноафриканських територій, і вона відмовилася від претензій на Занзібар (який був переданий Сполученому Королівству).
У 1904-1908 рр. Німеччина почала геноцид проти народів гереро і нама в Намібії. Це почалося після повстання гереро і нама через захоплення німцями їхніх земель і худоби. У відповідь німецька військова адміністрація на чолі з Лотаром фон Тротою наказала знищити населення. Під час геноциду було вбито десятки тисяч людей племен гереро та нама.
У 1915 році, під час Першої світової війни, війська з Південної Африки вторглися та окупували територію. Після війни, з підписанням Версальського договору, Німеччина була змушена передати свою територію Південно-Африканському Союзу в 1920 році, який на той час був самоврядним домініоном Британської імперії. Протягом наступних 70 років ця територія називатиметься Південно-Західною Африкою.

### Незалежність Намібії та відносини після здобуття незалежності
У 1966 році СВАПО розпочала збройну боротьбу проти південноафриканської окупації, яка стала відомою як південноафриканська прикордонна війна. У 1989 році військові дії в Намібії припинилися, а в березні 1990 року Намібія здобула незалежність. Незалежність Намібії збіглася з возз’єднанням Німеччини в жовтні того ж року, коли обидві країни встановили дипломатичні відносини. У березні 1998 року президент Німеччини Роман Герцог відвідав Намібію з офіційним візитом.
У серпні 2004 року міністр розвитку Німеччини Хайдемарі Віцорек-Зойл визнала історичну та моральну відповідальність Німеччини за геноцид людей гереро та нама після 100 років. У результаті Німеччина вирішила надати допомогу для розвитку Намібії. У вересні 2011 року уряд Німеччини повернув до Намібії черепи вбивств колоніальної доби. Ще більше черепів і кісток було повернуто під час окремих церемоній у 2014 і 2018 роках.
У 2015 році починаються переговори між урядами Німеччини та Намібії щодо офіційних вибачень та грошової допомоги. У 2016 році уряд Німеччини в офіційному документі визнав масове вбивство гереро і нами німецькими військами геноцидом.
У травні 2021 року обидві країни оголосили про досягнення угоди, згідно з якою Німеччина визнає геноцидом звірства, вчинені проти людей гереро та нама на початку 1900-х років. Уряд Німеччини пообіцяв протягом 30 років виділити 1,1 мільярд євро на інфраструктуру та допомогу в розвитку Намібії. Виплати не включають відшкодування.
У 2020 році двостороння допомога Німеччини Намібії склала 45,16 млн євро.

## Двосторонні договори
Обидві країни підписали кілька двосторонніх угод, таких як Угода про уникнення подвійного оподаткування та попередження податкових ухилень щодо податків на доходи та капітал (1996) та Угода про сприяння інвестиціям (1997).

## Туризм і транспорт
Близько 120 000 німців відвідують Намібію щороку. Є прямі рейси між Франкфуртом і Віндгуком авіакомпанії Eurowings Discover.

## Торгівля
У 2018 році товарообіг між двома країнами склав 200 мільйонів євро. Основний експорт Німеччини до Намібії включає: машини, продукти харчування, електротехнічну продукцію, електроніку, хімічну продукцію, автомобільну продукцію, вимірювальну та контрольну техніку. Основними експортними товарами Намібії до Німеччини є: кольорові метали, продукти харчування, сировина (крім палива), автомобільна продукція, машини, вироби зі шкіри та натуральні масла.
У серпні 2021 року держави підписали спільну декларацію про наміри (JCoI) з метою встановлення партнерства у сфері зеленого водню. У травні 2023 року намібійська компанія Hyphen Hydrogen Energy, яка є дочірньою компанією Enertrag зі штаб-квартирою в Німеччині, домовилася з урядом Намібії щодо проекту екологічного водню вартістю 10 мільярдів доларів США для експорту своєї продукції в Європу, яка була вироблена в національному парку Tsau ǁKhaeb Sperrgebiet.

## Постійні дипломатичні представництва
- Німеччина має своє посольство у Віндгуку.[12]
- Намібія має своє посольство в Берліні.[13]